# Emmet Boyle
Emmet Derby Boyle (ur. 26 lipca 1879 w Virginia City, zm. 3 stycznia 1926) – amerykański polityk, trzynasty gubernator Nevady.
Urodził się w Virginia City. Pracował jako inżynier górnictwa. W 1915 roku wygrał wybory z ramienia Partii Demokratycznej. Sprawował urząd do 1923 roku.